# Selección de fútbol sub-17 de Mauritania
La Selección de fútbol sub-17 de Mauritania es el equipo que representa al país en el Mundial Sub-17, en el Campeonato Africano Sub-17, en el Torneo Sub-17 de la UNAF y en la Copa Árabe Sub-17; y es controlado por la Federación de Fútbol de la República Islámica de Mauritania.

## Palmarés
- Torneo Sub-17 de la UNAF: 1

2015

## Participaciones

### Mundial Sub-17
| Año                         | Fase            | Posición        | PJ              | PG              | PE              | PP              | GF              | GC              |
| --------------------------- | --------------- | --------------- | --------------- | --------------- | --------------- | --------------- | --------------- | --------------- |
| China 1985                  | No se clasificó | No se clasificó | No se clasificó | No se clasificó | No se clasificó | No se clasificó | No se clasificó | No se clasificó |
| Canadá 1987                 | No se clasificó | No se clasificó | No se clasificó | No se clasificó | No se clasificó | No se clasificó | No se clasificó | No se clasificó |
| Escocia 1989                | No se clasificó | No se clasificó | No se clasificó | No se clasificó | No se clasificó | No se clasificó | No se clasificó | No se clasificó |
| Italia 1991                 | No se clasificó | No se clasificó | No se clasificó | No se clasificó | No se clasificó | No se clasificó | No se clasificó | No se clasificó |
| Japón 1993                  | No se clasificó | No se clasificó | No se clasificó | No se clasificó | No se clasificó | No se clasificó | No se clasificó | No se clasificó |
| Ecuador 1995                | No se clasificó | No se clasificó | No se clasificó | No se clasificó | No se clasificó | No se clasificó | No se clasificó | No se clasificó |
| Egipto 1997                 | No se clasificó | No se clasificó | No se clasificó | No se clasificó | No se clasificó | No se clasificó | No se clasificó | No se clasificó |
| Nueva Zelanda 1999          | No se clasificó | No se clasificó | No se clasificó | No se clasificó | No se clasificó | No se clasificó | No se clasificó | No se clasificó |
| Trinidad y Tobago 2001      | No se clasificó | No se clasificó | No se clasificó | No se clasificó | No se clasificó | No se clasificó | No se clasificó | No se clasificó |
| Finlandia 2003              | No se clasificó | No se clasificó | No se clasificó | No se clasificó | No se clasificó | No se clasificó | No se clasificó | No se clasificó |
| Perú 2005                   | No se clasificó | No se clasificó | No se clasificó | No se clasificó | No se clasificó | No se clasificó | No se clasificó | No se clasificó |
| Corea del Sur 2007          | No se clasificó | No se clasificó | No se clasificó | No se clasificó | No se clasificó | No se clasificó | No se clasificó | No se clasificó |
| Nigeria 2009                | No se clasificó | No se clasificó | No se clasificó | No se clasificó | No se clasificó | No se clasificó | No se clasificó | No se clasificó |
| México 2011                 | No se clasificó | No se clasificó | No se clasificó | No se clasificó | No se clasificó | No se clasificó | No se clasificó | No se clasificó |
| Emiratos Árabes Unidos 2013 | No se clasificó | No se clasificó | No se clasificó | No se clasificó | No se clasificó | No se clasificó | No se clasificó | No se clasificó |
| Chile 2015                  | No se clasificó | No se clasificó | No se clasificó | No se clasificó | No se clasificó | No se clasificó | No se clasificó | No se clasificó |
| India 2017                  | Por definirse   | Por definirse   | Por definirse   | Por definirse   | Por definirse   | Por definirse   | Por definirse   | Por definirse   |
| Total                       | 0/16            | 0º              | 0               | 0               | 0               | 0               | 0               | 0               |

### Campeonato Africano Sub-17
| CAF U-17 Championship | CAF U-17 Championship | CAF U-17 Championship | CAF U-17 Championship | CAF U-17 Championship | CAF U-17 Championship | CAF U-17 Championship | CAF U-17 Championship |              |
| Año                   | Ronda                 | J                     | G                     | E                     | P                     | GF                    | GC                    |              |
| --------------------- | --------------------- | --------------------- | --------------------- | --------------------- | --------------------- | --------------------- | --------------------- | ------------ |
| 1995                  | No participó          | No participó          | No participó          | No participó          | No participó          | No participó          | No participó          |              |
| 1997                  | No participó          | No participó          | No participó          | No participó          | No participó          | No participó          | No participó          |              |
| 1999                  | Abandonó el torneo    | Abandonó el torneo    | Abandonó el torneo    | Abandonó el torneo    | Abandonó el torneo    | Abandonó el torneo    | Abandonó el torneo    |              |
| 2001                  | No participó          | No participó          | No participó          | No participó          | No participó          | No participó          | No participó          |              |
| 2003                  | Abandonó el torneo    | Abandonó el torneo    | Abandonó el torneo    | Abandonó el torneo    | Abandonó el torneo    | Abandonó el torneo    | Abandonó el torneo    |              |
| 2005                  | No participó          | No participó          | No participó          | No participó          | No participó          | No participó          | No participó          |              |
| 2007                  | No clasificó          | No clasificó          | No clasificó          | No clasificó          | No clasificó          | No clasificó          | No clasificó          |              |
| 2009                  | No clasificó          | No clasificó          | No clasificó          | No clasificó          | No clasificó          | No clasificó          | No clasificó          |              |
| 2011                  | No participó          | No participó          | No participó          | No participó          | No participó          | No participó          | No participó          |              |
| 2013                  | No clasificó          | No clasificó          | No clasificó          | No clasificó          | No clasificó          | No clasificó          | No clasificó          |              |
| 2015                  | Abandonó el torneo    | Abandonó el torneo    | Abandonó el torneo    | Abandonó el torneo    | Abandonó el torneo    | Abandonó el torneo    | Abandonó el torneo    |              |
| 2017                  | No clasificó          | No clasificó          | No clasificó          | No clasificó          | No clasificó          | No clasificó          | No clasificó          | No clasificó |
| 2019                  | No clasificó          | No clasificó          | No clasificó          | No clasificó          | No clasificó          | No clasificó          | No clasificó          | No clasificó |
| Total                 | 0/10                  | -                     | -                     | -                     | -                     | -                     | -                     |              |

### Copa Árabe Sub-17
| Arab Cup U-17 | Arab Cup U-17  | Arab Cup U-17 | Arab Cup U-17 | Arab Cup U-17 | Arab Cup U-17 | Arab Cup U-17 | Arab Cup U-17 | Arab Cup U-17 |
| Año           | Ronda          | J             | G             | E             | P             | GF            | GC            |               |
| ------------- | -------------- | ------------- | ------------- | ------------- | ------------- | ------------- | ------------- | ------------- |
| 2011          | No participó   | No participó  | No participó  | No participó  | No participó  | No participó  | No participó  |               |
| 2012          | Fase de grupos | 3             | 1             | 1             | 1             | 5             | 5             |               |
| 2014          | Fase de grupos | 2             | 0             | 0             | 2             | 4             | 7             |               |
| Total         | 2/3            | 5             | 1             | 1             | 3             | 9             | 12            |               |

### Torneo Sub-17 de la UNAF
| UNAF U-17 Tournament | UNAF U-17 Tournament | UNAF U-17 Tournament | UNAF U-17 Tournament | UNAF U-17 Tournament | UNAF U-17 Tournament | UNAF U-17 Tournament | UNAF U-17 Tournament | UNAF U-17 Tournament |
| Año                  | Ronda                | Pos.                 | J                    | G                    | E                    | P                    | GF                   | GC                   |
| -------------------- | -------------------- | -------------------- | -------------------- | -------------------- | -------------------- | -------------------- | -------------------- | -------------------- |
| 2006                 | No participó         | No participó         | No participó         | No participó         | No participó         | No participó         | No participó         | No participó         |
| 2007                 | No participó         | No participó         | No participó         | No participó         | No participó         | No participó         | No participó         | No participó         |
| 2008                 | No participó         | No participó         | No participó         | No participó         | No participó         | No participó         | No participó         | No participó         |
| 2008                 | No participó         | No participó         | No participó         | No participó         | No participó         | No participó         | No participó         | No participó         |
| 2009                 | No participó         | No participó         | No participó         | No participó         | No participó         | No participó         | No participó         | No participó         |
| 2009                 | No participó         | No participó         | No participó         | No participó         | No participó         | No participó         | No participó         | No participó         |
| 2010                 | No participó         | No participó         | No participó         | No participó         | No participó         | No participó         | No participó         | No participó         |
| 2011                 | 3º Lugar             | 3                    | 2                    | 0                    | 2                    | 0                    | 2                    | 2                    |
| 2012                 | Finalista            | 2                    | 2                    | 1                    | 0                    | 1                    | 2                    | 3                    |
| 2012                 | 4.º Lugar            | 4                    | 2                    | 0                    | 0                    | 2                    | 2                    | 6                    |
| 2014                 | No participó         | No participó         | No participó         | No participó         | No participó         | No participó         | No participó         | No participó         |
| 2015                 | Campeón              | 1                    | 2                    | 1                    | 1                    | 0                    | 4                    | 2                    |
| Total                | 4/12                 | 4/12                 | 8                    | 2                    | 3                    | 3                    | 10                   | 13                   |